# السلوک فی معرفت دول الملوک
السلوك لمعرفة دول الملوك اثری از تقی‌الدین مقریزی است که در سده نهم تألیف شده‌است. این کتاب دربردارنده رویدادهای تاریخی از سال ۵۶۷ه‍.ق/۱۱۷۱م تا ۵۸۴ه‍.ق/۱۴۴۱م است. موضوع کلی آن نیز مصر کهن و تاریخ ممالیک می‌باشد، اما نکتهٔ مهم این کتاب در این است که بخش کوچکی از آن به شرح حکومت سلاجقه از آغاز تا سرانجام پرداخته‌است.